# James Guthrie (productor)
James K.A. Guthrie (14 de novembre de 1953 a Edmonton, Middlesex) és un enginyer de so anglès, i un productor musical, conegut principalment pel seu treballa amb la banda de rock progressiu Pink Floyd, amb la que va treballar com a productor i enginyer des de 1978. És el propietari i operador del das boot recording al Llac Tahoe, Califòrnia.

## Premis
- New Musical Express award for Best British Engineered Record ("Dancing In The City" from Marshall Hain's Free Ride), 1979.
- Grammy award for Best Engineered Recording - Non-Classical, Pink Floyd's The Wall, 1980.
- BAFTA award for Best Film Sound, Pink Floyd—The Wall, 1983.
- Surround Music Awards, 2003

(all for the 30th Anniversary Edition of Pink Floyd's The Dark Side of the Moon in SACD/5.1 Surround Sound):
Best Multichannel Reissue
High Fidelity Review Listener’s Choice
Best of Show.
- Guthrie would also be nominated for the Grammy for Best Surround Sound Album in 2004, for his work on the DVD-A/5.1 reissue of Bonnie Raitt's Nick of Time.